# فلوناريزين
يصنف الفلوناريزين Flunarizine  كدواء حاجب لقنوات الكالسيوم، فهو يعيق دخول الكالسيوم بشكل غير انتقائي. ويملك فعالية حجب مستقبلات هيستامين H1.

## الاستخدام
يستخدم للوقاية من صداع الشقيقة (غير فعال في هجمات الشقيقة الحادة). فهو فعال في إنقاص تواتر هجمات الشقيقة وينقص من شدتها. ويملك فعالية في حال انسداد الوعاء المحيطي، والدوار ذو المنشأ المركزي أو المحيطي، وكمساعد في علاج الصرع. قد يساعد في إنقاص شدة الهجمات ومدتها للشلل المرتبط بالشلل النصفي المتناوب الأكثر خطورة. وقد أظهر الفوناريزين إنقاصاً مهماً لتواتر الصداع وشدته عند كل من البالغين والأطفال.

## طريقة الاستعمال
خذ هذا الدواء فموياً بالضبط كما هو مقرر بالوصفة، وعادة مرة واحدة يوميا في المساء. قد يستغرق 6 إلى 8 أسابيع من العلاج المستمر قبل أن يُلاحظ التأثير الأقصى للدواء.

## التأثيرات الجانبية
- نعاس.
- كسب وزن.
- غثيان.
- حرقة فؤاد.
- جفاف الفم أو قلق حتى يتكيف الجسم مع الدواء.
- إذا استمرت إحدى هذه التأثيرات أو أصبحت مزعجة، يجب إعلام الطبيب.
- بلغ الطبيب إذا تطور: طفح جلدي، اكتئاب, ألم في العضلات، رجفة، صعوبة الحركة، حركات شاذة أو غير مضبوطة (خاصة في الوجه أو الفم).
- إذا لاحظت تأثيرات أخرى غير مدرجة في الأعلى اتصل بالطبيب أو الصيدلاني.

## التداخل الدوائي
- أخبر طبيبك بأي دواء بدون وصفة يمكن أن تتناوله، ومنها:

المسكنات ومضادات القلق ومرخيات العضلات والمهدئات والأدوية المضادة للنوبة المرضية.
- لا تبدأ أو توقف أي دواء بدون قبول الطبيب أو الصيدلاني.

## مضادات الاستطباب
- يكون مضاداً للاستطباب في ارتفاع الضغط وقصور القلب وعدم انتظام ضربات القلب.
- يمنع استخدام الفلوناريزين عند المرضى الذين يعانون من اكتئاب أو تقبض معدي عسير أو الذين لديهم اضطرابات خارج هرمية.

## الحفظ
احفظ هذا الدواء في درجة حرارة الغرفة بين 59 و86 درجة فهرنهايت (15 و30 درجة سلزيوس) بعيداً عن الحرارة والضوء والرطوبة. لا يحفظ في الحمام. احفظ هذا الدواء وغيره بعيداً عن متناول الأطفال

## فرط الجرعة
- إذا تم الاشتباه بحدوث فرط للجرعة، اتصل على الفور بمركز مراقبة السموم أو بغرفة الطوارئ المحليين.
- تشمل أعراض فرط الجرعة: الانزعاج، والوسن غير المعتاد، والنبض سريع

## الجرعة الفائتة (المنسيّة)
- حاول أخذ الجرعات بالوقت المحدد لها. إذا نسيت إحدى الجرعات، خذها حالما تتذكر ذلك، ولا يجب أخذها إذا كان قد اقترب موعد الجرعة المقبلة، عوضاً عن ذلك تجاهل الجرعة الفائتة وتابع الجدول الزمني للجرعات الخاص بك.
- لا تقوم بأخذ جرعة مزدوجة لتعويض الجرعة الفائتة (أو للحاق بالجرعة العادية).